# Skalica (Słowacja)
Skalica – miasto powiatowe na Słowacji, w kraju trnawskim. W 2011 roku liczyła około 14,4 tys. mieszkańców.

## Historia
Pierwsza wzmianka o miejscowości pochodzi z 1217 roku, wówczas opisywana była jako Zaculcza, następnie w 1256 roku jako Zakolcha.
W 1372 roku, decyzją Ludwika Węgierskiego, miejscowość ta uzyskała status wolnego miasta królewskiego. Wówczas też została ona ufortyfikowana.
W 1535 roku, w 1581 roku oraz w latach 1645-1646 miejscowość została nawiedzona przez epidemię dżumy.

## Kulinaria
Skalica jest miejscem wytwarzania tradycyjnego trdelníka. Jest grubszy, niż ten znany np. z Pragi czy z Węgier.
Okolice miasta są znane z produkcji win czerwonych, podczas gdy większość Słowacji produkuje wina białe.

## Sport
- HK 36 Skalica – klub hokejowy

## Ludzie związani ze Skalicą
- János Csernoch (1852–1927) – duchowny katolicki urodzony w Skalicy
- Ján Hollý (1785–1849) – duchowny, poeta i tłumacz, pobierał nauki w Skalicy
- Miroslav Jureňa (ur. 1954) – słowacki polityk urodzony w Skalicy
- Radoslav Malenovský (ur. 1986) – urodzony w Skalicy strzelec sportowy, srebrny medalista paraolimpiady w Paryżu w 2024 roku
- Milan Mišík (1928–2011) – geolog i profesor uniwersytecki urodzony w Skalicy
- Žigmund Pálffy (ur. 1972) – słowacki hokeista urodzony w Skalicy
- Miroslav Zálešák (ur. 1980) – urodzony w Skalicy hokeista
- Marián Varga (1947–2017) – urodzony w Skalicy muzyk, kompozytor
- František Krištof Veselý (1903–1977) – urodzony w Skalicy słowacki aktor i piosenkarz

## Galeria

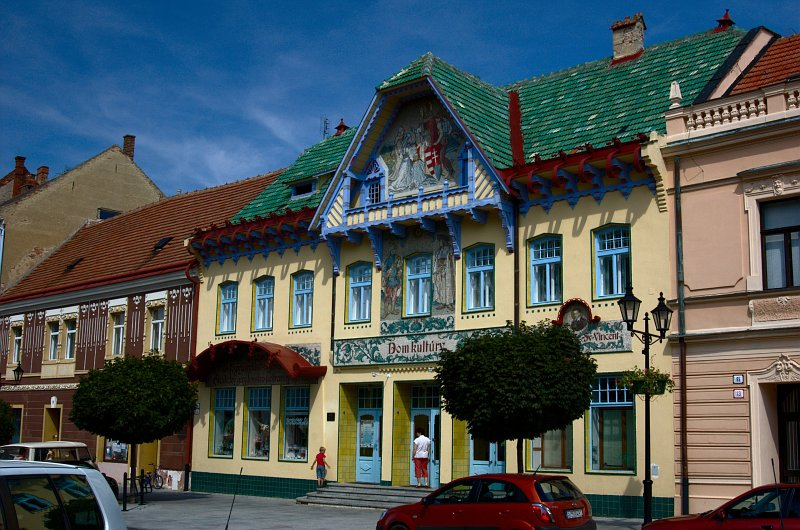
Dom kultury
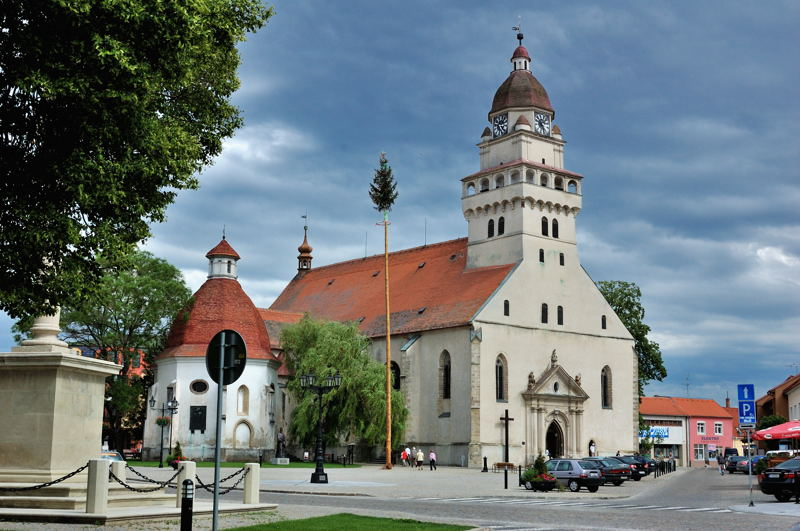
Rynek z kościołem Michała Archanioła
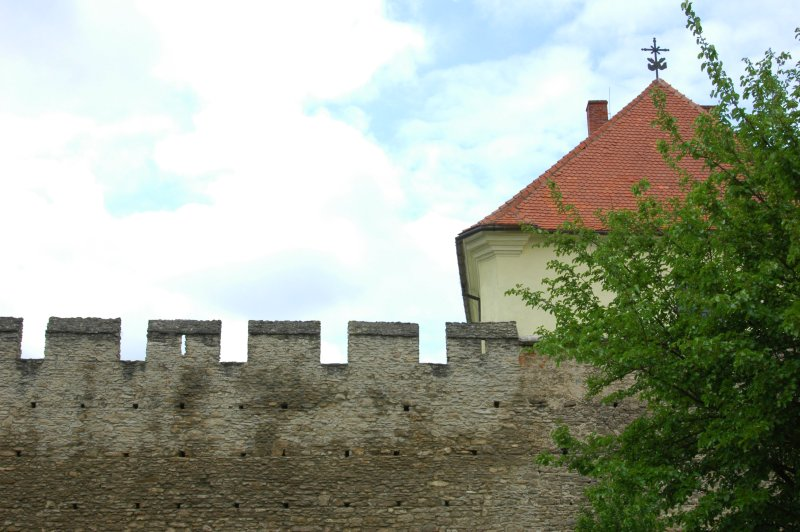
Fragment murów miejskich
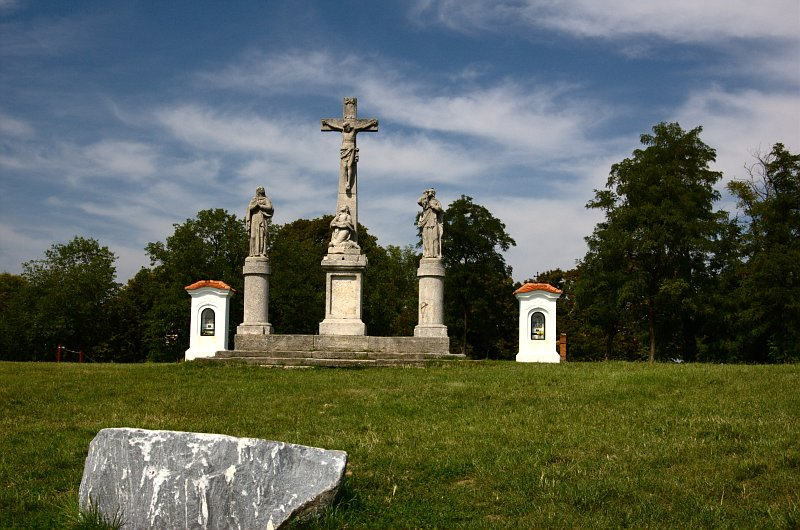
Kalwaria
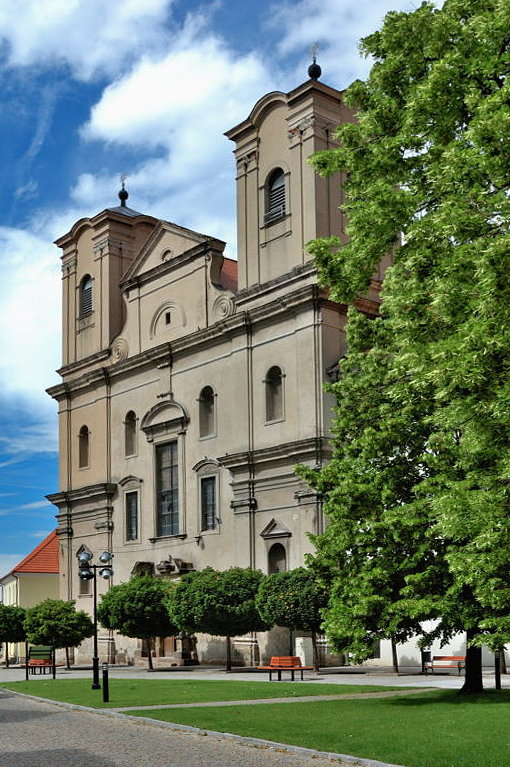
Kościół jezuitów
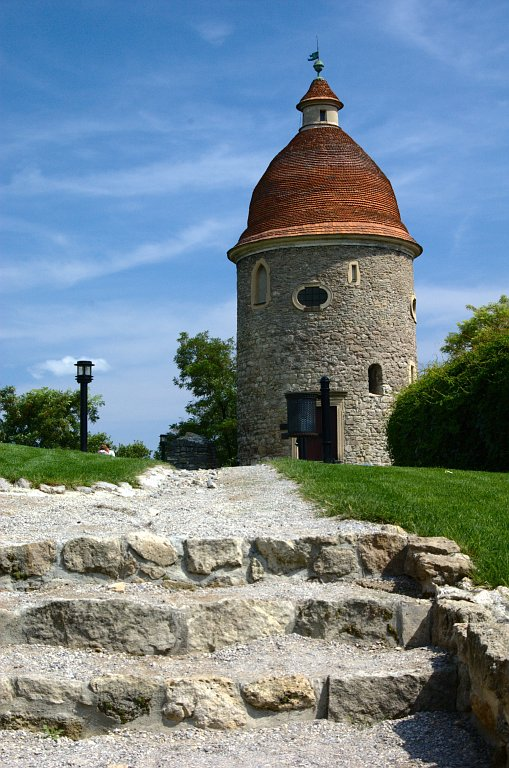
Rotunda romańska

## Miasta partnerskie
- Schwechat (Austria), Freyburg (Niemcy), Strážnice (Czechy), Arcueil (Francja)